# Sieben Mäuse brauchen Kleider
Sieben Mäuse brauchen Kleider (dänisch Tøj til syv små mus) ist ein Bilderbuch der dänischen Psychologin und Kinderbuchautorin Grete Janus Hertz (1915–2002), das auf Dänisch und Deutsch erstmals 1969 im Carlsen Verlag erschien. Ähnlich wie andere verbreitete Kinderbücher (z. B. Die kleine Raupe Nimmersatt) hat es einen repetitiven Charakter, was Kinder häufig sehr schätzen. Das Kinderbuch ist für Kinder im Alter von etwa zwei bis vier Jahren geeignet. Die Illustrationen stammen von Iben Clante.
Die Mäusemutter einer siebenköpfigen Mauseschar macht sich auf den Weg, um ihren Kindern die geeigneten Winterkleider zu besorgen, damit sie im Schnee herumtoben können. Sie begegnet dabei einem Schneider, einem Weber, einer Spinnerin und einem Schafhirten, um die Schneeanzüge vorzutragen. Mit der Unterstützung anderer Tiere gelingt es ihr schließlich, für ihre sieben Kinder die benötigte Kleidung herzustellen.

## Ausgaben
- Tøj til syv små mus. Carlsen, Albertslund 1969.
- Sieben Mäuse brauchen Kleider. Carlsen, Reinbek 1969.
- Sieben Mäuse brauchen Kleider. Carlsen, Reinbek 1984 (3. Auflage). ISBN 3-551-06178-5